# Initiative populaire « Pour la protection de salaires équitables »
L'initiative populaire  « Pour la protection de salaires équitables » est une initiative populaire fédérale suisse, rejetée par le peuple et les cantons le 18 mai 2014.

## Contenu
L'initiative propose de modifier la Constitution fédérale en y ajoutant un article 110a spécifiant que « la Confédération et les cantons adoptent des mesures pour protéger les salaires sur le marché du travail », et ceci en particulier en fixant un salaire minimum légal indexé sur l'évolution des prix. Elle précise également, dans les dispositions transitoires, que ce salaire minimum est fixé à 22 francs de l'heure.
Le texte complet de l'initiative peut être consulté sur le site de la Chancellerie fédérale.

## Déroulement

### Contexte historique
En Suisse, les salaires minimaux par branches sont fixés soit via des conventions collectives de travail, soit dans le cadre de négociations menées au sein de commissions tripartites (patronat, syndicats et pouvoirs publics). Depuis le 1er juin 2004, les mesures de lutte contre la sous-enchère salariale sont encore renforcées par les mesures d'accompagnement à la libre circulation des personnes conclue avec l'Union européenne.
Malgré ces mesures, les initiants relèvent que, dans le pays, « près d’un travailleur sur dix gagne moins de 22 francs de l’heure, soit moins de 4000 francs par mois en travaillant à plein temps (sans 13e mois) ». Jugeant que ce montant ne permet pas de vivre et nécessite le recours à l'aide sociale, ils lancent cette initiative pour fixer dans la Constitution un salaire minimum à l'instar de ce qui existe dans les pays voisins.

### Récolte des signatures et dépôt de l'initiative
La récolte des 100 000 signatures a débuté le 25 janvier 2011. L'initiative a été déposée le 23 janvier 2012 à la chancellerie fédérale qui l'a déclarée valide le 6 mars.

### Discussions et recommandations des autorités
Le parlement et le Conseil fédéral recommandent le rejet de cette initiative. Dans son rapport aux chambres fédérales, le Conseil fédéral affirme que « le bien-fondé de la lutte contre la pauvreté et la sous-enchère salariale n’est contesté par personne ». Il relève cependant le taux élevé d'activité en Suisse et le faible niveau de chômage par rapport aux pays voisins, attribuant cette bonne situation à la flexibilité du marché du travail qui se trouverait péjorée par la création d'un salaire minimum légal. Le montant de ce salaire demandé (qui serait le plus élevé du monde) est également critiqué, en particulier pour les régions économiquement plus faibles.
Les recommandations de vote des partis politiques sont les suivantes : 
| Parti politique              | Recommandation |
| ---------------------------- | -------------- |
| Parti bourgeois-démocratique | non            |
| Parti chrétien-social        | oui            |
| Parti démocrate-chrétien     | non            |
| Parti évangélique            | non            |
| Parti socialiste             | oui            |
| Vert'libéraux                | non            |
| Les Libéraux-Radicaux        | non            |
| Union démocratique du centre | non            |
| Les Verts                    | oui            |

### Votation
Soumise à la votation le 18 mai 2014, l'initiative est refusée par l'ensemble des 20 6/2 cantons et par 76,3 % des suffrages exprimés. Le tableau ci-dessous détaille les résultats par cantons :